# Сура Аль-Філь
Сура Аль-Філь (араб. سورة الفيل‎) або Слон — сто п'ята сура Корану. Мекканська, містить 5 аятів.

1. Чи бачив ти, як вчинив Господь твій з власниками слона?
2. Чи Він не зробив їхні хитрощі невдалими?
3. І наслав на них птахів зграями!
4. Кидали вони в них каміння з обпаленої глини.
5. І зробив Він їх подібними до ниви сточеної!